# Шасле (Рона)
Шасле (фр. Chasselay) насеље је и општина у источној Француској у региону Рона-Алпи, у департману Рона која припада префектури Лион.
По подацима из 2011. године у општини је живело 2680 становника, а густина насељености је износила 209,7 становника/km². Општина се простире на површини од 12,78 km². Налази се на средњој надморској висини од 200 метара (максималној 524 m, а минималној 189 m).

## Демографија
| 1962. | 1968. | 1975. | 1982. | 1990. | 1999. | 2011. |
| ----- | ----- | ----- | ----- | ----- | ----- | ----- |
| 1.125 | 1.169 | 1.438 | 1.708 | 2.002 | 2.590 | 2.680 |

График промене броја становника у току последњих година